# Mézin
Mézin är en kommun i departementet Lot-et-Garonne i regionen Nouvelle-Aquitaine i sydvästra Frankrike. Kommunen ligger i kantonen Mézin som tillhör arrondissementet Nérac. År 2022 hade Mézin 1 455 invånare.

## Befolkningsutveckling
Antalet invånare i kommunen Mézin
| Referens: INSEE |